# Мнасидика
«Мнасидика» (англ. Mnasidika) — американский независимый эксплуатационный эротический фильм, снятый супружеской парой — режиссёрами Майклом и Робертой Финдли в 1969 году. Фильм рассказывает о безымянном человеке, неизвестным образом попавшем в Древнюю Грецию на остров, где его окружают исключительно лесбиянки.
Один из ранних совместных фильмов Майкла и Роберты Финдли. Выделяется на фоне их раннего творчества открыто феминистическим повествованием и матриархальным укладом женского общества, показанного в фильме, является переходной картиной от откровенной эротики к порнографии, которую супруги в дальнейшем снимали как вместе, так и раздельно.

## Сюжет
Человек из нашего времени (Майкл Финдли) просыпается в тоге на острове Лесбос в Древней Греции. Увидев вдалеке бегущую юную девушку (Марию Лиз), он решает пойти за ней, но видит, как она угодила ногой под большое бревно и не может подняться. Человек сначала приходит ей на помощь, но потом просто забивает её до смерти. После этого мужчина переносит тело предположительно мёртвой девушки в другое место и ласкает её. В других частях острова юные и симпатичные сёстры Сапфо резвятся нагишом, они танцуют и ласкают как себя, так и своих подруг. Внезапно окровавленный труп убитой девушки оживает и, размахивая факелом, гонит мужчину до поляны, где его окружают пять девушек. Они опускают его на землю и связывают, проводят над его телом ритуал, в финале которого кастрируют мужчину.

## Производство
Название фильма взято из стихов французского поэта Пьера Луиса. Стихи Луиса супруги Финдли уже использовали ранее в качестве закадрового текста в одной из сцен в фильме «Возьми меня обнажённой» (1966). В основном закадровый голос, звучащий в «Мнасидике», — это декламация из «Песен Билитис» Луиса, цикла стихотворений в прозе, опубликованных в 1894 году, которые Луис пытался выдать за свежеоткрытые произведения Древней Греции в стиле Сапфо. Мнасидика — имя любовницы Билитис, а сама Билитис является персонажем произведения, от чьего лица оно якобы написано. Многие книжные издания «Песен Билитис» были проиллюстрированы такими художниками, как Луи Икар, Вилли Погани, Жорж Барбье, Мариетт Лидис и Поль-Эмиль Бекат, на которых повлияла зрелая символистская сексуальность рисунков Обри Бёрдслея. Яркие эротические образы произведения хорошо подходили под ранние фильмы Финдли. Клод Дебюсси положил на музыку три стихотворения из «Песен Билитис» и написал аккомпанемент для двенадцати стихотворений из этого произведения. Существует несколько записей с различными вариантами декламации, часто подчеркивающими наиболее пикантные аспекты стихов. Например, в 1962 году компания Fax Records выпустила Nights of Love in Lesbos — сильно сокращённую версию, посвящённую лесбийскому сексу и исполненную с придыханием под анонимное музыкальное сопровождение. Созданная в 1955 году первая лесбийская организация по защите гражданских прав «Дочери Билитис» взяла своё название из эпоса Луиса. Как отмечает профессор Гретхен Шульц, исследовательница французской литературы, все они сознательно игнорировали более ретроградные, вуайеристские аспекты «Песни Билитис» и считали её «чувствительной и глубокой картиной лесбийской любви». По мнению Шульц, «они читали её как нечто утверждающее, а не эксплуатирующее, и переделывали её в нечто более близкое по духу к их собственной жизни». По мнению киноведа Кевина Джона Бозелка Финдли были более близки к произведению Луиса, чем все их предшественники.
Внутренний мир персонажей из-за полного отсутствия диалогов остаётся недоступным зрителю. Саундтрек почти полностью компилирован из музыки Мориса Равеля и чешского композитора XX века Богуслава Мартину с эффектами, создающими настроение мечтательности и тревоги, и дополнен поэзией XIX века (включая огромные куски из «Песни Билитис»).
Роль девушки, которую в самом начале убивает главный герой, исполнила Мария Лиз, в будущем она станет режиссёром и снимет фильм ужасов «Прелестная Долли» (1991).

## Критика
По мнению киноведа Кевина Джона Бозелка, карьера Роберты Финдли отражает общую траекторию развития киноискусства от «аттракционного кинематографа к повествовательному режиму». Конкретно в фильме «Мнасидика» Финдли предельно сконцентрировали повествование на образах, постоянно показывая обнажённые тела, «извивающиеся в мириадах комбинаций», вместо того, чтобы сосредоточиться на истории персонажей. Бозелка сравнивает «Мнасидику» с романом «Пятница или Другой остров» (1967) Мишеля Турнье, ставшим сенсацией в среде французской интеллигенции. Роман пересказывает историю «Робинзона Крузо» Даниэля Дефо, интерпретируя историю как путешествие к достижению своей сексуальности, где герой наслаждается своим сексуальным раскрепощением и остаётся в конце романа на острове, в отличие от оригинального Крузо, который всё время мечтал вернуться в общество людей. С самого начала карьеры Майкла Финдли все его фильмы рассказывали истории женщин в полностью патриархальном обществе, самым выделяющимся на эту тему является его третий фильм «Синдикат греха» (1965). В «Синдикате греха» речь идёт о судьбе нескольких женщин, которые прибывают в Нью-Йорк на автобусе и становятся проститутками для мафии. «Мнасидика» же по своему сюжету является кардинальной противоположностью «Синдиката». Бозелка говорит, что «Мнасидика» один из самых «экстремальных» фильмов Роберты Финдли, он «делает так мало уступок зрителю, что это едва ли можно назвать его актом коммуникации [со зрителем]», подразумевая то, что в фильме нет диалогов и внятной истории.
Бозелка отмечает операторскую работу Роберты Финдли, которая «подчёркивает активность женщин», для этого она использует такие приёмы как: размытые края экрана, немотивированные растворения и затухания изображения, различные наложения кадров друг на друга, замедленная съёмка, обратная съёмка, повторяющиеся кадры, экстремальные крупные планы. По его мнению, «Мнасидика» остаётся одним из самых бескомпромиссных произведений во всей секс-эксплуатации. Фильм является слишком мягким для порно, слишком авангардным для сексплотейшэна и лишённым авторских высказываний, характерных для арт-кино.
В книге «Каннибальский манифест: как делать кино во времена кризиса и хаоса» авторы называют «Мнасидику» непонятым в своё время фильмом и характеризуют его как наглядный пример попытки превращения «порнографии в авангардное искусство… когда у тебя нет денег".